# Castle of Rattray

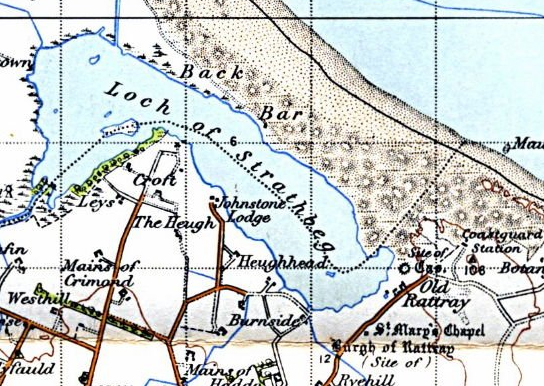
Die Burg auf einer Karte des Ordnance Survey aus dem Jahre 1931 als „Site of Cas“ im Südosten des Loch Strathbeg

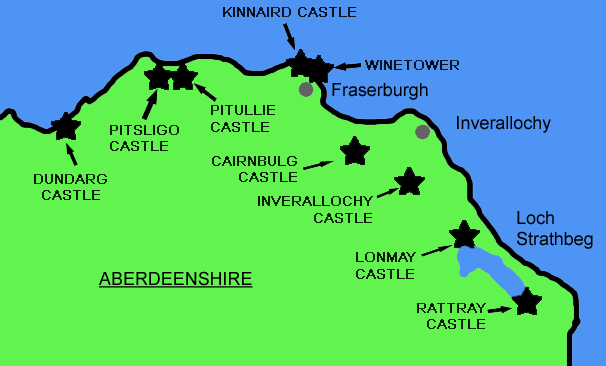
Castle of Rattray, eines der neun Castles of the Knuckle

Castle of Rattray ist eine abgegangene mittelalterliche Burg in der Nähe der Ortschaft Crimond im Nordosten der schottischen Council Area Aberdeenshire. Über ungefähr sechs Jahrhunderte wurde die Burg immer wieder grundlegend verändert. Ursprünglich entstand Ende des 12. Jahrhunderts oder Anfang des 13. Jahrhunderts an dieser Stelle eine Motte zur Verteidigung des Hafens von Starvy Keppie und des Dorfes Rattray. Zwischen 1214 und 1233 ließ William Comyn, Earl of Buchan, sie ausbauen, bevor sie 1308 beim Harrying of Buchan zerstört wurde. Nachdem Comyns Holzburg niedergebrannt worden war, wurde sie durch eine stärkere Steinburg ersetzt. Diese fiel 1720 zusammen mit dem Dorf Rattray einem Sandsturm zum Opfer. Nach dem Sturm wurde die Burg nicht wieder ausgegraben und ihre Überreste sind bis heute von Sand bedeckt. W. Douglas Simpson beschreibt die Burg als eines der neun Castles of the Knuckle, eine Bezeichnung, die sich auf die felsige Landzunge im Nordosten der Grafschaft Aberdeenshire bezieht.
Die Anlage ist als Scheduled Monument geschützt.

## Standort
Die Burg stand auf Castlehill am Südufer des heute abgeschlossenen Ästuars, das in die Strathbeg-Bucht floss – das Nordufer wurde durch das gegenüber liegende Lonmay Castle geschützt. Genau lag die Burg „neben einem Inlet, das vom Meer in den geschützten Hafen führte, auf der Hafenseite“ des Dorfes Rattray. Die spätere Steinburg soll einen „Eingang von der Hafenseite“ her gehabt haben.
Der Castlehill, der ursprünglich auf „einem Felsen am Meer“ lag, Er liegt heute etwa eine Meile (1,6 km) landeinwärts, da Sandverlagerungen die Form der Küste wesentlich verändert haben. Er liegt heute südlich des Loch of Strathbeg als grasiger, „kreisrunder Mound“, „oval und natürlich mit einem leicht abgeflachten Gipfel“. Ein Buch aus dem Jahre 1791 beschreibt ihn als einen „Gipfel (...) [von] einem halben schottischen Acre [etwa 1000 m²], der 38 Fuß [11,6 Meter] (...) über eine kleine Ebene im (...) [Nordosten] aufragt, aber nur 12 oder 14 Fuß [3,7 oder 4,3 Meter] über das höher gelegene Gelände“ im Südwesten.

## Geschichte

### 12. Jahrhundert
Der erste Bau auf Castlehill war eine kleine „Holzburg oder Motte“ zum Schutz des Ästuars.

### Periode der Comyns (ca. 1200–1308)
Im 13. Jahrhundert war das Castle of Rattray „der Hauptsitz der Cummings [alternative Schreibweise: Comyn], Earls of Buchan“, die dort Anfang dieses Jahrhunderts auftauchten. Zwischen 1214, als er das Earldom of Buchan erbte und seinem Tod 1233 ließ William Comyn oben auf der Motte bauen, aber es ist unklar, ob er nur existierende Bauten ausbauen oder eine vollkommen neue Burg erbauen ließ. Er soll ein „Landhaus mit einem schönen, holzverkleideten Rittersaal [(die Burg) in Verbindung mit einer privaten Marienkapelle] eine Viertelmeile [0,4 km]“ südlich, im Dorf Rattray gebaut haben.
Mitte der 1270er-Jahre, so wird berichtet, fand ein „Burgverstärkungs-Programm in (...) Rattray“ statt.
Comyns Burg überlebte bis zum Harrying of Buchan im Sommer 1308, als alle Ländereien der Comyns blutig gebrandschatzt und die Gebäude bis auf die Grundmauern niedergebrannt wurden, nachdem John Comyn, 7. Earl of Buchan, in der Schlacht bei Inverurie geschlagen worden war. Das hölzerne Castle of Rattray wurde sicher von Robert the Bruce oder dessen jüngerem Bruder Edward angegriffen, wonach „die Burg zu einer Ruine verfiel“, wenn sie nicht gar bis auf die Grundmauern niedergebrannt wurde.

### 1308–1720
Nach dem Harrying of Buchan wurde auf dem Gelände des hölzernen Castle of Rattray eine „aus Steinen erbaute Halle“ errichtet. Dieses steinerne Bauwerk bot wie ihre Vorgänger Schutz für den Hafen von Starnie Keppie und das Dorf Rattray.
Das Earldom of Buchan und damit auch die Burg erbten nach dem Harrying of Buchan die beiden Nichten von John Comyn. Henry de Beaumont, der Gatte einer der Nichten, Alice Comyn, beanspruchte den Titel namens seiner Gattin und wurde daher 1314 bezüglich der Ländereien enterbt. Robert the Bruce verlehnte die Lordship of Rattray 1324 an Sir Archibald Douglas. 1382 wechselten die Ländereien erneut den Besitzer, als Alexander Stewart das Earldom von seinem Vater, König Robert II., erhielt.
Maria Stuart erklärt Rattray 1563 zum Royal Burgh, „um den Disputen über die Herrschaft darüber zwischen William Keith, 4. Earl Marischal, und George Hay, 7. Earl of Erroll, ein Ende zu setzen“. Die Bedeutung des Burgh ist fraglich, weil „es scheint, dass es nicht lange das Privileg genießen konnte, nicht in die Rolle der Boroughs vieler Zeitalter eingereiht zu werden“ und weil man „sagte, dass es alle Privilegien eines Royal Borough hatte, mit Ausnahme [des Rechtes], Abgeordnete ins Parlament zu entsenden.“
In späteren Jahren wurde das Castle of Rattray nach einem Feudalsystem von Herren betrieben, die das Land für die Krone verwalteten. Einige davon kennt man mit Namen aus Chartas, die sie herausgaben. „David Rivis (...), Herr der Ländereien von Rattray, [gab 1617 eine Charta heraus], William Watson aus Haddo, Baillie der Burgh Rattray und Herr [von Rattray gab 1675 eine Charta heraus und] Charles [Hay, 13.] Earl of Erroll, Herr der Ländereien von Rattray [gab 1711 eine Charta heraus].“
Die Zerstörung der Steinburg und des nahegelegenen Dorfes Rattray soll „der Sage nach“ beim großen Sturm von 1720 geschehen sein, bei dem die Strathbeg Bay abgeteilt wurde. Man denkt, dass die Burg „an einem Sonntag Abend mit Sand zugeblasen wurde, während die [Einwohner], eine gottlose Truppe, mit dem Kartenspiel beschäftigt waren, am Sabbath, [als] sie lebendig begraben wurden.“
In einer anderen Geschichte steht, dass das Gelände „wegen der Plage begraben wurde,“ aber es gibt kein Datum und keine Aufzeichnungen darüber, um welche Plage es sich handelte. Dies ist eine sehr unsichere Quelle.

### Ca. 1720–1988
Heute ist auf dem ehemaligen Burggelände nicht mehr viel zu sehen, weil die Überreste der Burg „für eine lange Zeit mit tiefer Erde bedeckt [waren] und jetzt – die Schwerter des kriegslüsternen Hauses buchstäblich zu Pflugscharen geschmiedet wurden.“ Um 1730 wurden bei einer Grabung an der Südost„seite von Castlehill (...) eine große Anzahl Steine gefunden, die vermutlich zur Küche der Burg gehörten, da (...) die Arbeiter sehr große Herdsteine fanden, die mit Asche bedeckt waren.“
„Eine Anzahl regelmäßig verlegter Steine wurde um 1734 entfernt und einige Silbermünzen,“ ebenso wie zwei Brennofenständer, die 1829 gefunden wurden (heute im Marischal Museum in Aberdeen).
1740 „erstickte ein Mann, der mit seinem Spaten durch ein Türblatt stieß, sofort,“ weil er im Treibsand versank, und zu einem unbekannten Zeitpunkt wurde „ein sorgsam aufgeschütteter Damm am Fuße des Mounds entdeckt, unter dem die Burg begraben sein soll.“

### Ausgrabungen 1985–1989
Sorgsame Ausgrabungen am Castlehill in den Jahren 1985–1989 förderten die Überreste der Steinburg und Spuren der vorhergehenden Holzburg zutage. Zu den Spuren der Steinburg gehörten eine „Umfassungsmauer (...) [und] zwei Mauergebäude.“ Es ist auch gesichert, dass die spätere Steinburg eine Fläche von „20 Meter x 6,5 Meter [bedeckte] [und] in drei Teile geteilt war, einen zentralen Raum und zwei kleinere Räume an den Enden.“ Vermutlich hatte sie auch mehr als ein Stockwerk, weil es „Anzeichen [für die Existenz] einer möglichen Außentreppe [gibt, und wegen] der Mauerdicke.“
Die Resultate der Ausgrabungen kann man in einem Zeitschriftenartikel nachlesen. Dieser bildet die kompletteste, moderne und von einer Peergroup überprüfte Quelle über das Castle of Rattray, die Geschichtswissenschaftlern und Archäologen heute zur Verfügung steht.

### 1989-heute
Das Aberdeen City Council nennt etliche Artefakte aus Rattray und vom Gelände am Castlehill sein Eigen und hat auch schon eine zeitlich begrenzte Ausstellung dieser Artefakte im James Dun’s House in Aberdeen organisiert.